# Canton de Wittenheim
Le canton de Wittenheim est une circonscription électorale française située dans le département du Haut-Rhin, en région Grand Est. Le canton de Wittenheim fait partie de la sixième circonscription du Haut-Rhin.

## Histoire
Le canton de Wittenheim a été créée par le décret du 26 février 1958 sectionnant en cinq cantons les cantons de Mulhouse-Nord et de Mulhouse-Sud.
Un nouveau découpage territorial du Haut-Rhin entre en vigueur à l'occasion des élections départementales de 2015. Il est défini par le décret du 21 février 2014, en application des lois du 17 mai 2013 (loi organique 2013-402 et loi 2013-403). Les conseillers départementaux sont, à compter de ces élections, élus au scrutin majoritaire binominal mixte. Les électeurs de chaque canton élisent au Conseil départemental, nouvelle appellation du Conseil général, deux membres de sexe différent, qui se présentent en binôme de candidats. Les conseillers départementaux sont élus pour 6 ans au scrutin binominal majoritaire à deux tours, l'accès au second tour nécessitant 12,5 % des inscrits au 1er tour. En outre la totalité des conseillers départementaux est renouvelée. Ce nouveau mode de scrutin nécessite un redécoupage des cantons dont le nombre est divisé par deux avec arrondi à l'unité impaire supérieure si ce nombre n'est pas entier impair, assorti de conditions de seuils minimaux. Dans le Haut-Rhin, le nombre de cantons passe ainsi de 31 à 17.
Maintenu, le canton de Wittenheim est élargi de 6 à 9 communes, issues des anciens cantons de Soultz-Haut-Rhin (4 communes), de Cernay (2 communes), d'Ensisheim (1 commune), d'Illzach (1 commune) et de Wittenheim (1 commune). Le territoire du canton est entièrement inclus dans l'arrondissement de Mulhouse. Le bureau centralisateur est situé à Wittenheim.

## Représentation

### Représentation de 1958 à 2015
| Période | Période | Identité          | Étiquette    | Qualité |
| ------- | ------- | ----------------- | ------------ | --- |
| 1958    | 1970    | Arsène Sutter     | MRP puis CD  | Conseiller municipal de Wittenheim (1965-1971) |
| 1970    | 1988    | Antoine Gissinger | UDR puis RPR | Directeur de collège d'enseignement technique en retraite Député (1968-1986) Maire de Wittenheim (1983-1987) Conseiller régional (1970-1988)                                                           |
| 1988    | 2015    | Joseph Spiegel    | PS           | Professeur d'EPS Maire de Kingersheim depuis 1989 Président de la Communauté de communes du Bassin Potassique jusqu'en 2004 Président de la Communauté d'Agglomération Mulhouse-Sud-Alsace (2005-2010) |

### Représentation à partir de 2015
| Période élective | Période élective | Mandat | Mandat   | Identité            | Nuance | Nuance | Qualité |
| ---------------- | ---------------- | ------ | -------- | ------------------- | ------ | ------ | --- |
| 2015             | 2021             | 2015   | 2021     | Marie-France Vallat |        | DVG    | Chercheur CNRS Première adjointe au maire de Wittenheim                                                                             |
| 2015             | 2021             | 2015   | 2021     | Pierre Vogt         |        | DVG    | Professeur de sport à la retraite Ancien conseiller général du Canton de Cernay (2008-2015) Ancien maire de Wittelsheim (1995-2001) |
| 2021             | 2028             | 2021   | en cours | Marie-France Vallat |        | DVG    | Conseillère sortante |
| 2021             | 2028             | 2021   | en cours | Pierre Vogt         |        | DVG    | Conseiller sortant |

À l'issue du 1er tour des élections départementales de 2015, deux binômes sont en ballotage : Ludwig Deleersnyder et Évelyne Fuchs (FN, 39,41 %) et Marie-France Vallat et Pierre Vogt (DVG, 25,21 %). Le taux de participation est de 45,66 % (14 986 votants sur 32 820 inscrits) contre 47,8 % au niveau départemental et 50,17 % au niveau national.
Au second tour, Marie-France Vallat et Pierre Vogt (DVG) sont élus avec 51,38 % des suffrages exprimés et un taux de participation de 47,58 % (7 505 voix pour 15 617 votants et 32 820 inscrits).

## Composition

### Composition de 1958 à 2015
Le canton de Wittenheim regroupait 6 communes.
| Nom                    | Code Insee | Codepostal | Superficie (km2) | Population (dernière pop. légale) | Densité (hab./km2) |
| ---------------------- | ---------- | ---------- | ---------------- | --------------------------------- | ------------------ |
| Wittenheim (chef-lieu) | 68376      | 68270      | 19,01            | 14 512 (2012)                     | 763                |
| Kingersheim            | 68166      | 68260      | 6,69             | 12 954 (2012)                     | 1 936              |
| Lutterbach             | 68195      | 68460      | 8,56             | 6 192 (2012)                      | 723                |
| Pfastatt               | 68256      | 68120      | 5,24             | 9 269 (2012)                      | 1 769              |
| Reiningue              | 68267      | 68950      | 18,54            | 1 908 (2012)                      | 103                |
| Richwiller             | 68270      | 68120      | 5,55             | 3 516 (2012)                      | 634                |

### Composition depuis 2015
Le canton de Wittenheim comprend désormais neuf communes entières.
| Nom                                | Code Insee | Intercommunalité                 | Superficie (km2) | Population (dernière pop. légale) | Densité (hab./km2) | Modifier                                    |
| ---------------------------------- | ---------- | -------------------------------- | ---------------- | --------------------------------- | ------------------ | ------------------------------------------- |
| Wittenheim (bureau centralisateur) | 68376      | CA Mulhouse Alsace Agglomération | 19,01            | 15 491 (2022)                     | 815                | modifier les données · modifier les données |
| Berrwiller                         | 68032      | CA Mulhouse Alsace Agglomération | 7,66             | 1 275 (2022)                      | 166                | modifier les données · modifier les données |
| Bollwiller                         | 68043      | CA Mulhouse Alsace Agglomération | 8,63             | 4 104 (2022)                      | 476                | modifier les données · modifier les données |
| Feldkirch                          | 68088      | CA Mulhouse Alsace Agglomération | 4,21             | 1 002 (2022)                      | 238                | modifier les données · modifier les données |
| Pulversheim                        | 68258      | CA Mulhouse Alsace Agglomération | 8,54             | 3 075 (2022)                      | 360                | modifier les données · modifier les données |
| Ruelisheim                         | 68289      | CA Mulhouse Alsace Agglomération | 7,27             | 2 486 (2022)                      | 342                | modifier les données · modifier les données |
| Staffelfelden                      | 68321      | CA Mulhouse Alsace Agglomération | 7,42             | 4 070 (2022)                      | 549                | modifier les données · modifier les données |
| Ungersheim                         | 68343      | CA Mulhouse Alsace Agglomération | 13,51            | 2 440 (2022)                      | 181                | modifier les données · modifier les données |
| Wittelsheim                        | 68375      | CA Mulhouse Alsace Agglomération | 23,63            | 10 364 (2022)                     | 439                | modifier les données · modifier les données |
| Canton de Wittenheim               | 6817       |                                  | 99,88            | 44 307 (2022)                     | 444                | modifier les données                        |

## Démographie
En 2022, le canton comptait 44 307 habitants, en évolution de +3,95 % par rapport à 2016 (Haut-Rhin : +0,66 %, France hors Mayotte : +2,11 %).
| 2013   | 2018   | 2022   |
| ------ | ------ | ------ |
| 42 238 | 42 779 | 44 307 |